# Kennys Vargas
Kennys Vargas Gautier (nacido el 1 de agosto de 1990) es un jugador de béisbol profesional boricua, juega como primera base y bateador designado con los Acereros de Monclova de la Liga Mexicana de Béisbol. Anteriormente jugó en las Grandes Ligas con los Minnesota Twins. 
Vargas ha sido comparado con David Ortiz por sus similitudes en tamaño. Vargas mide 1,96 m (6 pies 5 pulgadas) de alto y pesa alrededor de 275 libras.

## Primeros años
Vargas nació en el municipio de Canóvanas, siendo ya más grande que la población local promedio con una longitud de 22 pulgadas y media y un peso de diez libras. Fue criado por su madre, la maestra Elsa Gautier, quien se divorció cuando él tenía tres años y quedó a cargo de todo su sustento. Durante su juventud, la familia vivía cerca de un parque de béisbol, donde se unió a su hermano Jeronys y aprendió el juego cuando tenía cuatro años. Luego de iniciarse en el distrito de Río Piedras, Vargas continuó tocando en su natal Canóvanas. Debido a su tamaño, también jugó baloncesto durante sus años escolares, pero a instancias de su madre (que vio potencial en él para convertirse en profesional), eligió el béisbol. En el proceso, Vargas declinó una invitación a un importante torneo de baloncesto de la escuela secundaria en el décimo grado. Ahora invertido en desarrollarse como jugador de béisbol, solicitó un viaje para ver jugar a los Yankees de Nueva York en su 15º cumpleaños. Después de no ser reclutado en el draft de 2008 de las Grandes Ligas , Vargas decidió inscribirse en una academia de béisbol independiente en República Dominicana, donde pasó los meses siguientes hasta que los Minnesota Twins lo invitaron a una evaluación. En febrero de 2009, la organización lo contrató como agente libre aficionado con un bono por firmar que se acercaba a los $ 100,000.

## Carrera profesional

### Minnesota Twins
Vargas hizo su debut profesional en 2009 con los Gulf Coast Twins. También jugó para los Gulf Coast Twins en 2010. Vargas jugó la temporada 2011 con los Elizabethton Twins. Estaba bateando (.322 / .377 / .489) con seis jonrones en 44 juegos, cuando fue suspendido 50 juegos por una violación del Programa de Prevención y Tratamiento de Drogas de las Ligas Menores. Después de que terminó su suspensión en 2012, jugó para los Beloit Snappers. En 41 juegos tuvo 11 jonrones y 1.030 embasados más slugging (OPS). Vargas jugó para el Fort Myers Miracle en 2013. En 125 juegos conectó 19 jonrones. Fue agregado a la lista de 40 hombres de los Mellizos el 20 de noviembre de 2013. Vargas comenzó la temporada 2014 con los Double-A New Britain Rock Cats. En julio jugó en el All-Star Futures Game.
Vargas hizo su debut en Grandes Ligas el 1 de agosto de 2014, y se golpeó la primera carrera cuadrangular fuera Jesse Hahn cinco días más tarde, el 6 de agosto, lo que lleva a los Mellizos a un triunfo por 3-1 sobre los Padres. Vargas terminó terminando la temporada como bateador designado de los Mellizos, conectando 9 jonrones con 38 rbi en 53 juegos.
En la temporada 2015, Vargas comenzó la temporada como bateador designado de los Mellizos, aunque fue enviado un mes después después de un mal comienzo. Fue llamado a filas más adelante en la temporada. Vargas terminó su temporada 2015 con un promedio de .240 en 58 juegos.
Vargas fue nombrado Jugador de la Semana de la Liga Americana durante la semana del 4 de julio al 10 de julio de 2016. Después de sobresalir en el nivel AAA, Vargas recibió otra oportunidad para extender el tiempo de juego para los Mellizos. Dividió el tiempo entre el bateador designado y la primera base. Terminó con un promedio de (.230) en 47 juegos con 10 jonrones.
En 2017, Vargas comenzó la temporada en Triple A, pero fue convocado nuevamente a fines de abril. En la temporada baja entrenó junto a los exjugadores de Grandes Ligas Carlos Delgado, José 'Tony' Valentín y Manny Ramírez. También volvió a jugar con los Indios de Mayagüez en la Liga de Béisbol Profesional Roberto Clemente , la liga profesional de béisbol de Puerto Rico.
El 16 de marzo de 2018, Vargas fue designado para asignación por los Mellizos.

### Cincinnati Reds
El 22 de marzo, los Rojos de Cincinnati reclamaron a Vargas de las exenciones.

### Minnesota Twins (segundo período)
El 24 de marzo, los Mellizos volvieron a adquirir a Vargas al reclamarlo de los waivers de los Rojos, sin que Vargas apareciera en un juego de MLB con los Rojos. Fue transferido a AAA Rochester para comenzar la temporada 2018. Vargas eligió agencia libre el 2 de noviembre de 2018.

### Chiba Lotte Marines
El 6 de noviembre de 2018, Vargas firmó con Chiba Lotte Marines de Nippon Professional Baseball (NPB). Vargas bateó .179 / .324 / .274 con 1 jonrón y 6 carreras impulsadas para los Marines en 2019. El 30 de noviembre de 2019, los Marines anunciaron que el equipo no firmaría a Vargas para la temporada 2020. Dos días después, se convirtió en agente libre.

### Detroit Tigers
El 27 de enero de 2020, Vargas firmó un contrato de ligas menores con los Tigres de Detroit. Vargas fue liberado por la organización Tigers el 7 de julio de 2020.

### Saraperos de Saltillo
El 6 de marzo de 2021, Vargas firmó con los Saraperos de Saltillo de la Liga Mexicana.

### Tecolotes de Dos Laredos
El 15 de febrero de 2022, fue anunciada la firma de Vargas con los Tecolotes de Dos Laredos de la Liga Mexicana para la campaña veraniega.

## Carrera internacional
Vargas jugó para el equipo nacional de béisbol de Puerto Rico en el Clásico Mundial de Béisbol 2017, donde ganó una medalla de plata.